# 256
Криза Римської імперії у 3 столітті. Період тридцяти тиранів. Правління імператора Валеріана. В імперії триває чума Кипріяна. У Китаї триває період трьох держав, у Японії — період Ямато, в Індії період занепаду Кушанської імперії, у Персії править династія Сассанідів.
На території лісостепової України Черняхівська культура. У Північному Причорномор'ї готи й сармати.

## Події
- Негаразди на кордонах Римської імперії зростають:
  - Готи вторглися в Малу Азію. Рим втратив провінцію Дакія.
  - Готи з'явилися перед стінами Фесалонік.
  - Франки перейшли через Рейн, алемани добралися до Медіолана.
  - В Африці бербери винищують римських колоністів.
  - Перси захопили й сплюндрували Антіохію.
  - Міста у внутрішній частині Імперії почали споруджувати міські мури, оскільки легіони не тримали кордон.
- Тривають гоніння християн, але в умовах епідемії багато людей навертається до віри.
- Між папою Стефаном I та Кипріяном Карфагенським виникла суперечка щодо повторного хрещення відступників і єретиків.

## Народились
- Арій, засновник аріанства.
- Осій Кордубський